# Waipio
Waipio is een plaats (census-designated place) in de Amerikaanse staat Hawaï en valt bestuurlijk gezien onder Honolulu County.

## Demografie
Bij de volkstelling in 2000 werden er 11.672 inwoners vastgesteld..

## Geografie
Volgens het United States Census Bureau beslaat Waipio een oppervlakte van
3,1 km².

## Plaatsen in de nabije omgeving
De onderstaande figuur toont nabijgelegen plaatsen in een straal van 8 km rond Waipio.